# 橘仲皇女

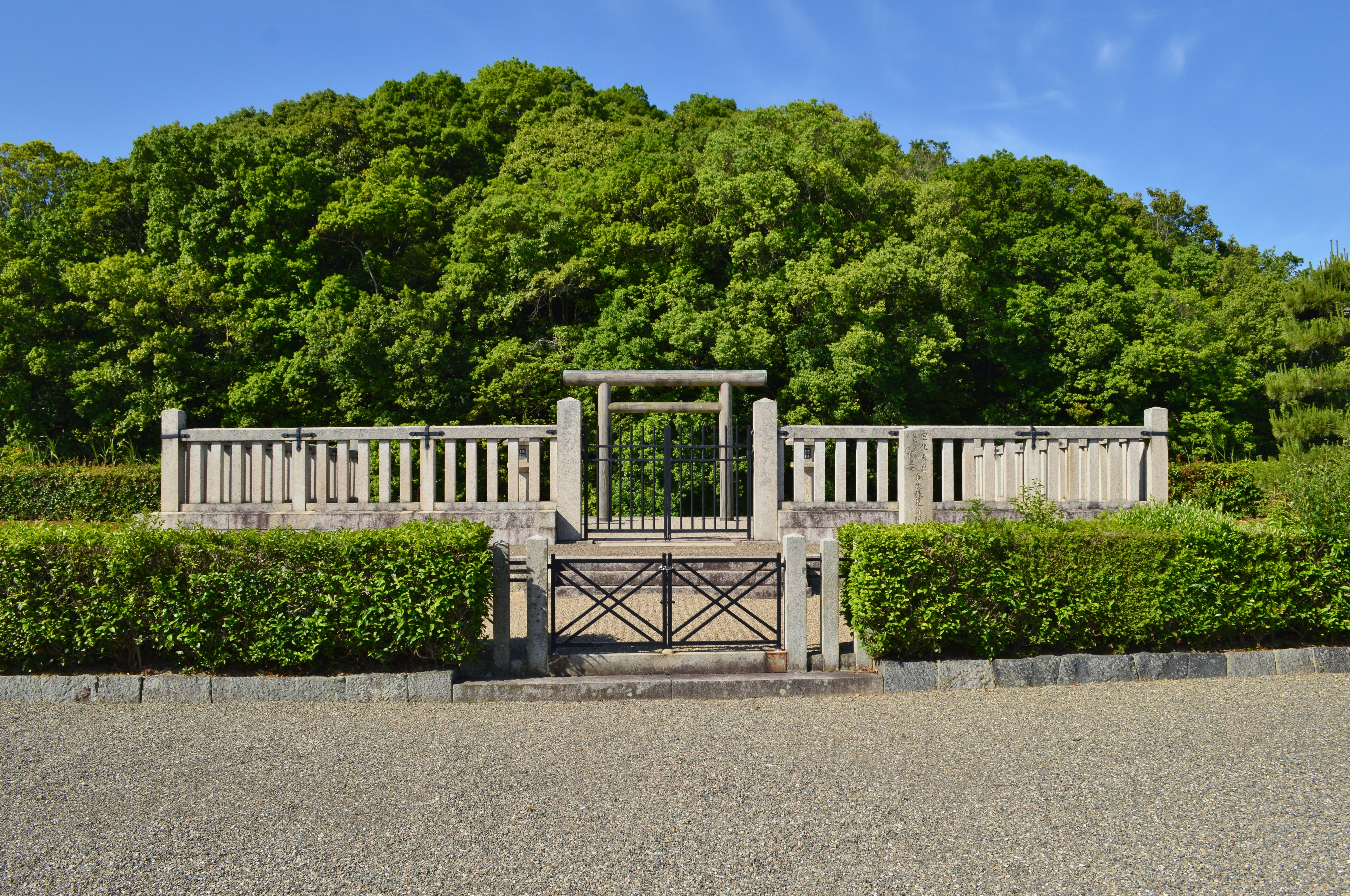
宣化天皇・橘仲皇女
身狹桃花鳥坂上陵
（奈良県橿原市）

橘仲皇女（たちばなのなかつひめみこ、生没年不詳）は、宣化天皇の皇后。古事記には橘之中比売命（たちばなのなかつひめのみこと）とある。父は仁賢天皇、母は春日大娘皇女（雄略天皇の皇女）。石姫皇女（欽明天皇后）の母。
宣化天皇元年3月8日（536年4月14日）に宣化天皇の皇后に立后された。崩御後、孺子（幼い子）と共に宣化天皇陵に合葬された。天皇と合葬された皇后は、他には安閑天皇の皇后である春日山田皇女（『日本書紀』による。現在の治定は別）と天武天皇の皇后である持統天皇だけである。

## 系譜
- 父：仁賢天皇
- 母：春日大娘皇女（雄略天皇皇女）
- 同母兄弟姉妹：高橋大娘皇女・朝嬬皇女・手白香皇女（継体天皇后）・樟氷皇女・武烈天皇・真稚皇女
- 夫：宣化天皇
  - 子：石姫皇女（欽明天皇后）・小石姫皇女・倉稚綾姫皇女・日影皇女・上殖葉皇子・某（夭逝、男女不明）

| スタブアイコン | サブスタブ | この項目は、まだ閲覧者の調べものの参照としては役立たない、人物に関連した書きかけの項目です。この項目を加筆・訂正などしてくださる協力者を求めています（P:人物伝/PJ:人物伝）。 |